# Psidium oncocalyx
Psidium oncocalyx är en myrtenväxtart som beskrevs av Karl Ewald Maximilian Burret. Psidium oncocalyx ingår i släktet Psidium och familjen myrtenväxter. Inga underarter finns listade i Catalogue of Life.